# N1 (电视频道)
N1是一个24小时有线新聞頻道，于2014年10月30日开播。该频道在卢布尔雅那、贝尔格莱德、塞拉耶佛和萨格勒布设有辦公地點，N1主要报道中欧和东南欧的新聞事件。 